# Puerto Rico i olympiska vinterspelen 1988
Puerto Rico deltog i olympiska vinterspelen 1988. Puerto Ricos trupp bestod av nio idrottare, åtta män och en kvinna.

## Resultat

### Alpin skidåkning
- Super-G herrar
  - Jason Edelmann - 52
  - Walter Sandza - 56
  - Félix Flechas - AC
  - Kevin Wilson - AC

- Storslalom herrar
  - Kevin Wilson - 61
  - Walter Sandza - 66
  - Félix Flechas - 67
  - Jason Edelmann - AC

- Slalom herrar
  - Kevin Wilson - 43
  - Jason Edelmann - 52
  - Jorge Torruellas - AC

- Storslaom damer
  - Mary Pat Wilson - AC

- Slalom demer
  - Mary Pat Wilson - AC

### Skidskytte
- 10 km herrar
  - Elliot Archilla - 72

- 20 km herrar
  - Elliot Archilla - 68

### Rodel
- Singel herrar
  - Raúl Muñiz - 31
  - George Tucker - 34